# Neubeuern
Neubeuern é um município da Alemanha, situado no distrito de Rosenheim, no estado da Baviera. Tem 15,32 km² de área, e sua população em 2019 foi estimada em 4.300 habitantes.